# کاستلنووو دی جارفانیانا
کاستلنووو دی جارفانیانا (به ایتالیایی: Castelnuovo di Garfagnana) یک کومونه در ایتالیا است که در استان لوکا واقع شده‌است.

## خصوصیات
کاستلنووو دی جارفانیانا ۲۸٫۵۰ کیلومترمربع مساحت و ۶٬۱۱۷ نفر جمعیت دارد و ۲۷۰ متر بالاتر از سطح دریا واقع شده‌است.

## خواهرخوانده
شهر درونرو خواهرخواندهٔ کاستلنووو دی جارفانیانا هست.